# Patrice de Mac Mahon

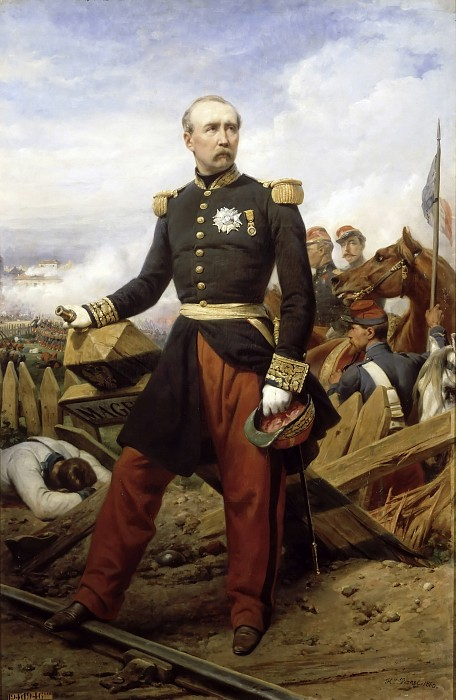
Patrice de Mac Mahon

Marie Edmé Patrice Maurice graaf de Mac Mahon, hertog van Magenta (Sully, 13 juli 1808 – Château de la Forêt, bij Montargis, 16 oktober 1893) was een maarschalk van Frankrijk en president van de Franse Republiek. Als generaal voerde Mac Mahon het bevel over de keizerlijke troepen tijdens de Italiaanse oorlogen van Napoleon III. Hij versloeg de Oostenrijkse legers bij Magenta in 1859. In de Frans-Pruisische Oorlog van 1870 was hij minder succesvol: bij Sedan raakten zijn troepen omsingeld waarna hij moest capituleren. In 1873 werd hij president onder de Derde Republiek. Hij bleef echter een overtuigd monarchist, en toen de Senaat in 1879 een republikeinse meerderheid kreeg, trad hij af.

## Biografie
De voorvaders van Patrice de Mac Mahon, afkomstig uit het County Limerick, waren als Schotten die het Jakobitisme aanhingen met de Stuarts uitgeweken naar Frankrijk. Zijn grootvader was door Lodewijk XV tot Marquis d'Equilly verheven. Patrice de Mac Mahon was aanvankelijk voorbestemd voor een geestelijke loopbaan, maar werd in 1825 naar de prestigieuze militaire academie Saint-Cyr gestuurd. Hij bereikte daar al gauw de rang van onderluitenant. In 1830 sloot hij zijn studie af en werd als luitenant opgenomen in 4de Huzarenregiment. Vervolgens diende hij als adjudant van generaal Achard. In 1831 volgde hij generaal Achard naar België waar de Fransen het Nederlandse regeringsleger in Antwerpen aanvielen.
Van 1834 tot 1854 diende Mac Mahon in Algerije. Het Franse leger aldaar kreeg de opdracht de kolonie te pacificeren. In 1834 werd hij adjudant van generaal Denis de Damremont. Bij een aanval op Constantine in 1837 raakte Mac Mahon gewond. In 1840 werd hij adjudant van generaal Changarnier en in oktober van dat jaar werd hij stafofficier en commandant van het 10e Bataljon van de Chasseurs d'Orléans. In 1843 werd hij bevelhebber van het Frans Vreemdelingenlegioen, in 1845 kolonel en in juni 1848 brigadegeneraal. In 1852 werd hij bevorderd tot divisiegeneraal. In 1848, tijdens de Tweede Franse Republiek, werd Mac Mahon benoemd tot gouverneur van de provincies Oran en Constantine.

### Optreden tijdens de Krimoorlog

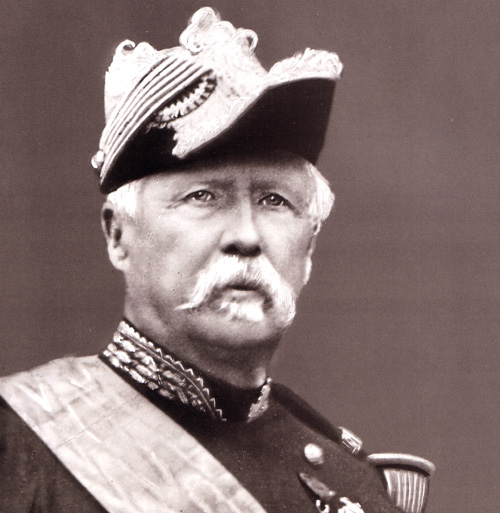
Officieel portret uit de jaren 1870

In 1855 keerde Mac Mahon naar Frankrijk terug en werd bevelhebber van de 1ste Infanteriedivisie van het 1ste Noordelijke Leger. Kort daarop werd hij een van de leidende officieren van het Oriëntaalse Leger dat zich tijdens de Krimoorlog onderscheidde. Tijdens de Krimoorlog nam hij deel aan de zegenrijke Slag bij Malachov, de verovering van de Malakofftoren in de Belegering van Sebastopol (8 september 1855). Mac Mahons moedig optreden werd beloond met een zetel in de Senaat (1856). Ook werd Mac Mahon een post aangeboden bij de Franse generale staf, maar hij ging liever terug naar Algerije.
Daar nam hij deel aan de strijd tegen de Kabylen (1857). In 1858 werd hij bevorderd tot opperbevelhebber van de land- en zeekrachten van de kolonie. In 1859 onderscheidde Mac Mahon zich tijdens de Sardinische Oorlog toen hij als commandant van het Tweede Korps ("Leger van Italië") in de Slag bij Magenta en de Slag bij Solferino de beslissende overwinning behaalde op de Oostenrijkers. Kort daarna werd hij door keizer Napoleon III tot hertog van Magenta verheven en bevorderd tot maarschalk.

### Gouverneur-generaal van Algerije
Na de Sardinische Oorlog werd Mac Mahon bevelhebber van de 2de Legerdivisie in Rijsel. Op 1 september 1864 werd hij als opvolger van generaal Aimable Pélissier gouverneur-generaal van Algerije. Hij bleef dat tot 27 juli 1870 (opvolger: Louis Durrieu).

### Optreden tijdens de Frans-Duitse Oorlog
In 1870 moest Mac Mahon naar Frankrijk terugkeren en werd hij met het uitbreken van de Frans-Duitse Oorlog benoemd tot bevelhebber van het 1e en 5e Leger. Zijn hoofdkwartier was gevestigd in Straatsburg. Op 4 augustus viel het Pruisische leger aan en veroverde de grensstad Wissembourg, twee dagen later veroverden zij Wœrth. Het was Mac Mahon niet gelukt de Pruisen tegen te houden. Na twee weken vechten trokken de Franse legers in Oost-Frankrijk zich terug. De Pruisen trokken verder op, steeds dieper Frans gebied in.
Mac Mahon legde daarop het bevel van het 1ste en 5de Leger neer en voegde zich bij keizer Napoleon III. Samen met de restanten van 1ste, 7de en 9de Leger (120.000 man) trokken de keizer en Mac Mahon richting Metz om die door Pruisen omsingelde stad te ontzetten. Het 3de Pruisische Leger was echter zo krachtig dat na drie dagen hevige strijd in (augustus 1870), de Fransen zich moesten terugtrekken in de vestingstad Sedan (Ardennen). De Pruisen, ruim 200 000 man sterk, omsingelden de stad. Omdat Mac Mahon maar geen beslissing kon nemen inzake de verdediging, konden de Pruisen hun legers bevoorraden. Tijdens de heftige strijd werden de Fransen verslagen (1 september). Op 2 september gaf keizer Napoleon III zich over en 83.000 Fransen, onder wie Mac Mahon, werden gevangengenomen.
Na de Slag bij Sedan werd in Parijs de republiek uitgeroepen. Nadat de Fransen een wapenstilstand hadden gesloten met de Duitsers (Pruisen en andere Duitse staten waren inmiddels verenigd in het Duitse Keizerrijk) werd Mac Mahon vrijgelaten en door staatshoofd Adolphe Thiers belast met de onderdrukking van de Commune van Parijs. Acht dagen lang moordde Mac Mahons "Leger van Versailles" onder de communards. 30 000 van hen werden geëxecuteerd, 38 000 werden er gevangengenomen en 7000 gedeporteerd.

## President van de republiek
Uit de memoires van Patrice de Mac Mahon

Over zijn blijdschap dat hij vrijwillig als president is afgetreden:

"Ik ben altijd een soldaat gebleven, en ik kan gewetensvol zeggen dat ik niet alleen iedere regering loyaal heb gediend, maar, wanneer zij vielen, het altijd erg heb gevonden als ze vielen, met de uitzondering van mijn eigen regering."
In 1873 nam Thiers ontslag als president van Frankrijk en op 23 mei 1873 werd Mac Mahon met steun van de rechterzijde van de Nationale Vergadering tot president van Frankrijk gekozen. Mac Mahon ontving de steun van alle monarchistische fracties in Frankrijk - alhoewel zelf een Legitimist. De monarchisten hoopten dat Mac Mahon de monarchie in Frankrijk zou herstellen. Mede door de ruzies tussen de verschillende monarchistische fracties (Legitimisten, Orléanisten en Bonapartisten) en het optreden van de impopulaire troonpretendent, Henri, graaf van Chambord bleef een herstel van de monarchie achterwege. Wat Mac Mahon wél voor elkaar kreeg, was de verlenging van het ambtstermijn van de president naar zeven jaar ("Septennat") en de versterking van de uitvoerende macht (9 november 1873). In januari en februari 1875 tekende hij wetten die het republikeinse stelsel bekrachtigden.
De laatste poging de monarchie te herstellen vond plaats in 1875. De legitimisten (aanhangers van het Huis Bourbon) en de Orléanisten (aanhangers van het Huis Orléans) wilden de graaf van Chambord (kleinzoon van koning Karel X) uit het Huis Bourbon tot koning laten uitroepen. Mac Mahon zou een herstel van de monarchie niet in de weg staan. De Orléanisten eisten dat de graaf van Chambord de Franse driekleur als vlag zou handhaven, maar de graaf van Chambord wilde de vlag met de Franse lelie (vlag van de Bourbons). Op dit incident liep het herstel van de monarchie stuk.
Aanvankelijk regeerde Mac Mahon met conservatieve, monarchistische ministers-presidenten (Broglie, Courtot de Cissey, Buffet) en kabinetten, maar na 1876 zag hij gedwongen (gematigd) republikeinse premiers te benoemen, zoals Jules Simon en Jules Dufaure.
In 1877 ging er een schrijven uit van de bisschoppen van Poitiers, Nîmes en Nevers waarin zij het kabinet aandacht vroegen voor paus Pius IX, die zichzelf als gevangene van de Italiaanse regering beschouwde. De linkerzijde in de Nationale Vergadering dienden daarop een resolutie in om eventuele "ultramontaanse manifestaties" te onderdrukken (4 mei 1877). Mac Mahon was bang dat Links aan macht zou winnen wanneer premier Simon de ultramontanen zou dwarsliggen en ontsloeg daarom Simon om hem te vervangen door de conservatieve Albert, hertog de Broglie. Mac Mahon gaf de Senaat de opdracht de Nationale Volksvergadering te ontbinden en schreef nieuwe verkiezingen uit in de hoop dat Rechts een meerderheid zou behalen. Mac Mahon reisde heel Frankrijk door om campagne te voeren voor de conservatieven, maar veel hielp dat niet: bij de verkiezingen van 14 oktober 1877 verwierf links de absolute meerderheid in de Nationale Volksvergadering en op 13 december zag de president zich gedwongen om Jules Dufaure tot premier te benoemen van een overwegend republikeins kabinet.
Patrice de Mac Mahon bleef echter wel als president aan. In 1878 was hij nog president toen de Wereldtentoonstelling in Parijs werd gehouden. Zijn positie was echter wel verzwakt. Op 30 januari 1879 trad Mac Mahon af. Jules Grévy van de Républicain Opportuniste (RO) werd tot zijn opvolger gekozen.